# Vitinho (Fußballspieler, Januar 1998)
Vitinho, bürgerlich Vitor Hugo Araujo Vieira (* 7. Januar 1998 in São Paulo), ist ein brasilianischer Fußballspieler.

## Karriere
Vitinho spielte in der Saison 2016 für den CA Joseense in der dritten Liga der Staatsmeisterschaft von São Paulo. Zur Saison 2017 wechselte er zu Red Bull Brasil. Im Juli 2017 wurde er an den österreichischen Zweitligisten FC Liefering verliehen. Nachdem er bis zur Winterpause der Saison 2017/18 zu keinem Einsatz gekommen war, kehrte er im Januar 2018 zu Red Bull Brasil zurück.
Im August 2019 wechselte er wieder nach Österreich, wo er sich den fünftklassigen Amateuren des Zweitligisten Kapfenberger SV anschloss. Im September 2019 stand er im ÖFB-Cup gegen den FC Marchfeld Donauauen erstmals im Profikader. Sein Debüt für die Profis in der 2. Liga gab er im Oktober 2019, als er am zehnten Spieltag der Saison 2019/20 gegen den FC Wacker Innsbruck in der Startelf stand und in der 78. Minute durch Illja Subkow ersetzt wurde. Nach sieben Einsätzen für die KSV verließ er den Verein im Jänner 2020. Daraufhin kehrte er nach Brasilien zurück und spielte dort in der Folge bei AD Guarulhos, Santa Cruz FC und Anápolis FC.
Im Juli 2021 schloss er sich dem litauischen Erstligisten Banga Gargždai an.